# Resolutie 1223 Veiligheidsraad Verenigde Naties
Resolutie 1223 van de Veiligheidsraad van de Verenigde Naties werd op 28 januari 1999 unaniem aangenomen en verlengde de UNIFIL-vredesmacht in het zuiden van Libanon met een half jaar.

## Achtergrond
Na de Israëlische inval in Zuidelijk Libanon eind jaren 1970, stationeerden de Verenigde Naties de tijdelijke VN-macht UNIFIL in de streek. Die moest er de vrede handhaven totdat de Libanese overheid haar gezag opnieuw kon doen gelden.
In 1982 viel Israël Libanon opnieuw binnen voor een oorlog met de Palestijnse PLO. Midden 1985 begon Israël met terugtrekkingen uit het land, maar geregeld vonden nieuwe aanvallen en invasies plaats.

## Inhoud
De Veiligheidsraad:
- Herinnert aan de resoluties 425, 426, 501, 508, 509 en 520.
- Bestudeerde het rapport van secretaris-generaal Kofi Annan over UNIFIL, en neemt nota van zijn waarnemingen.
- Neemt nota van de brief van Libanon.
- Beantwoordt het verzoek van de Libanese overheid.

1. Besluit het mandaat van UNIFIL met zes maanden te verlengen, tot 31 juli 1999.
2. Herhaalt zijn steun aan de territoriale integriteit, soevereiniteit en onafhankelijkheid van Libanon.
3. Benadrukt de voorwaarden van de macht en roept alle betrokken partijen op om samen te werken met de macht zodat deze haar mandaat kan uitvoeren.
4. Veroordeelt alle geweld tegen de macht.
5. Herhaalt dat de macht haar mandaat volledig moet uitvoeren.
6. Moedigt verder besparingen aan.
7. Vraagt de secretaris-generaal de consultaties met de Libanese overheid en andere partijen over de uitvoering van deze resolutie voort te zetten en hierover te rapporteren.

## Verwante resoluties
- Resolutie 1188 Veiligheidsraad Verenigde Naties (1998)
- Resolutie 1211 Veiligheidsraad Verenigde Naties (1998)
- Resolutie 1243 Veiligheidsraad Verenigde Naties
- Resolutie 1254 Veiligheidsraad Verenigde Naties

Lijst ·  1220 ·  1221 ·  1222 ·  1223 ·  1224 ·  1225 ·  1226 ·  1227 ·  1228 ·  1229 ·  1230 ·  1231 ·  1232 ·  1233 ·  1234 ·  1235 ·  1236 ·  1237 ·  1238 ·  1239 ·  1240 ·  1241 ·  1242 ·  1243 ·  1244 ·  1245 ·  1246 ·  1247 ·  1248 ·  1249 ·  1250 ·  1251 ·  1252 ·  1253 ·  1254 ·  1255 ·  1256 ·  1257 ·  1258 ·  1259 ·  1260 ·  1261 ·  1262 ·  1263 ·  1264 ·  1265 ·  1266 ·  1267 ·  1268 ·  1269 ·  1270 ·  1271 ·  1272 ·  1273 ·  1274 ·  1275 ·  1276 ·  1277 ·  1278 ·  1279 ·  1280 ·  1281 ·  1282 ·  1283 ·  1284